# Virgilio Coltro
Virgilio Coltro (Polesella, ... – ...; fl. XX secolo) è stato un ingegnere italiano.

## Biografia

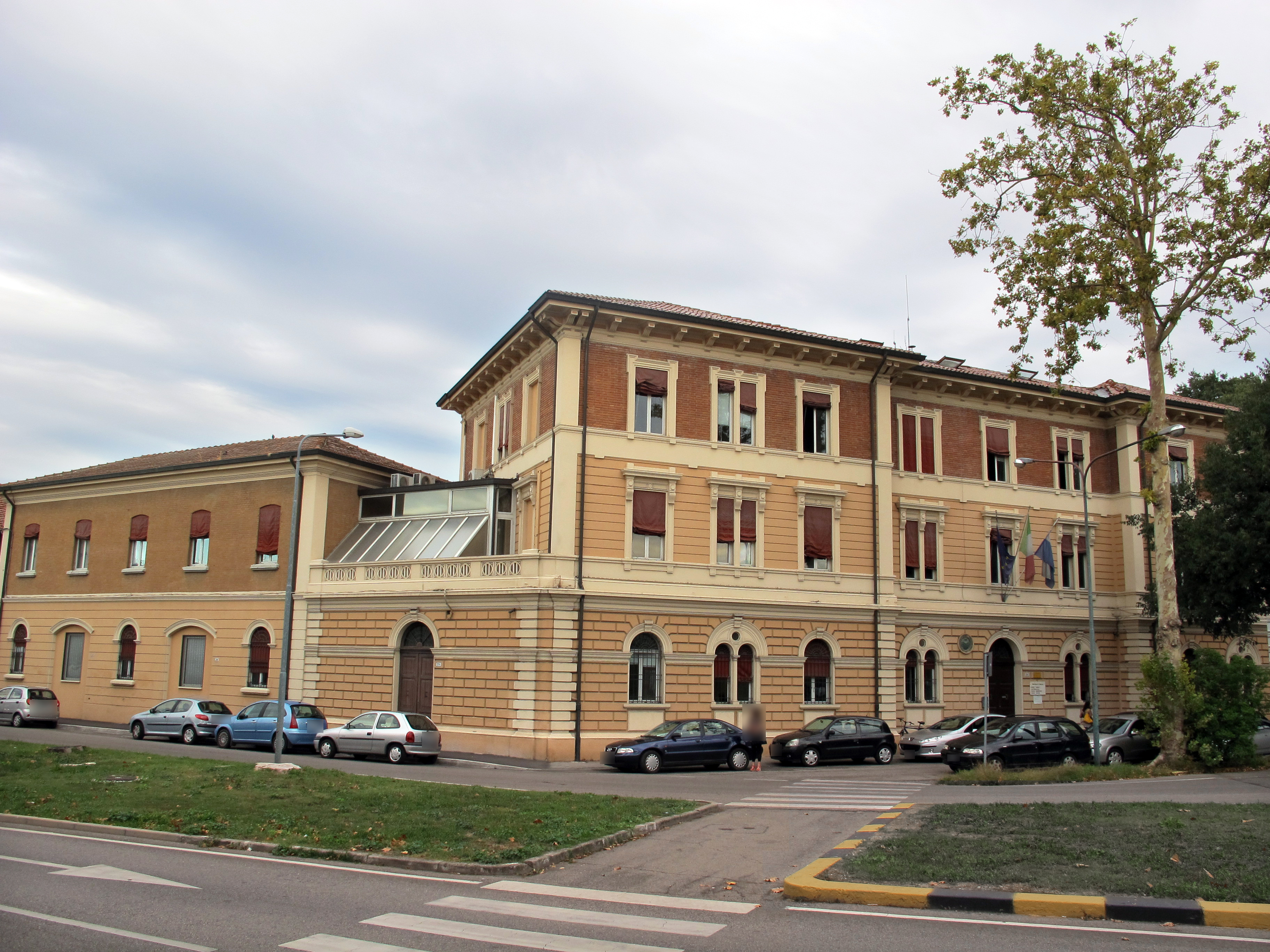
Ex Caserma Pastrengo, a Ferrara, progettata da Virgilio Coltro

### A Ferrara
Nato a Polesella, in provincia di Rovigo, ottenne il diploma di Laurea in ingegneria nel 1913.

Prese parte all'intervento urbanistico di Ferrara noto come Addizione Novecentista, realizzato nella prima metà del Novecento, e nell'ambito di questa ricostruzione cittadina progettò la Caserma Pastrengo.

### A Varese
Fu chiamato alla preparazione della nuova struttura manicomiale di Varese e nel 1933 il progetto fu presentato. L'opera fu realizzata tra il 1935 e il 1939, occupando un'enorme superficie. Fu pensata come una cittadella dedicata alla psichiatria ed in grado di ospitare oltre mille pazienti.